# Dzielnica policyjna w Warszawie (1939–1945)

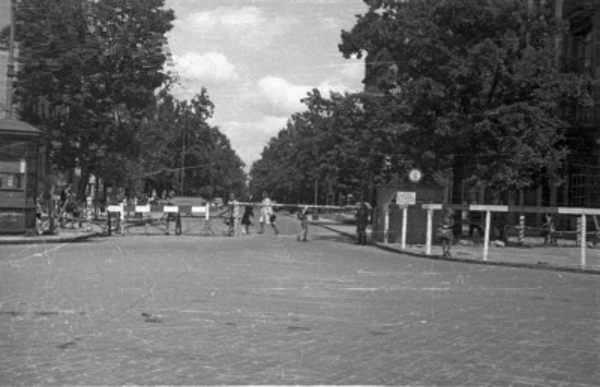
Aleja J.Ch. Szucha zagrodzona szlabanem. Lipiec 1944

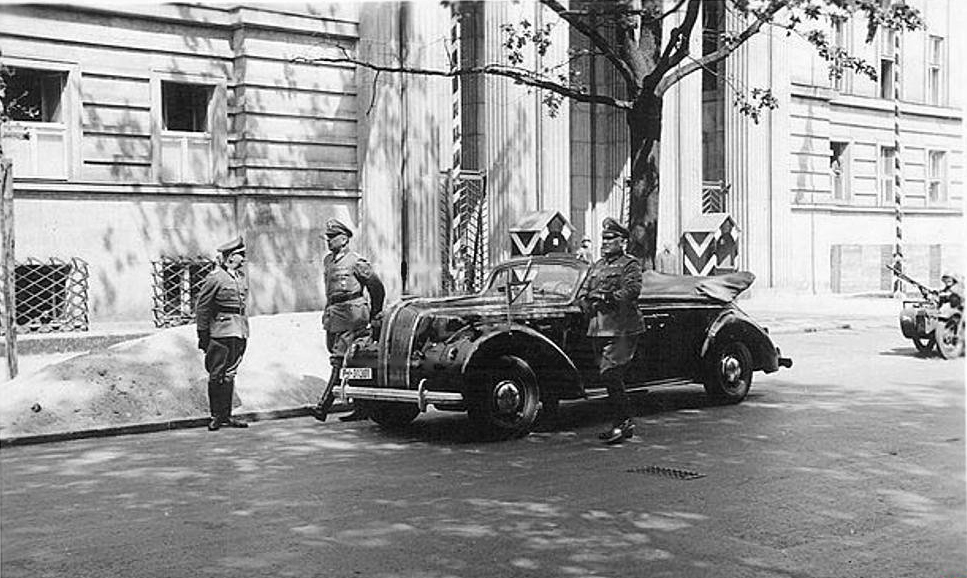
Siedziba Sicherheitspolizei w gmachu Ministerstwa Wyznań Religijnych i Oświecenia Publicznego w al. Szucha 25

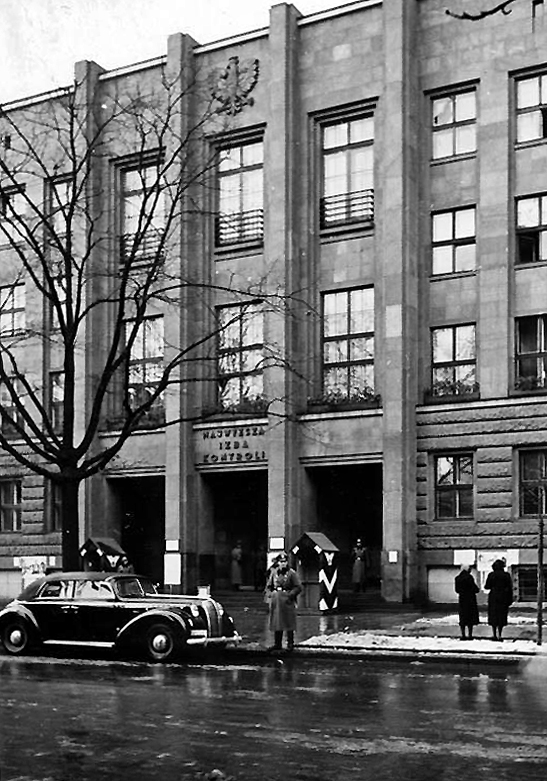
Gmach Najwyższej Izby Kontroli, siedziba Ordnungspolizei

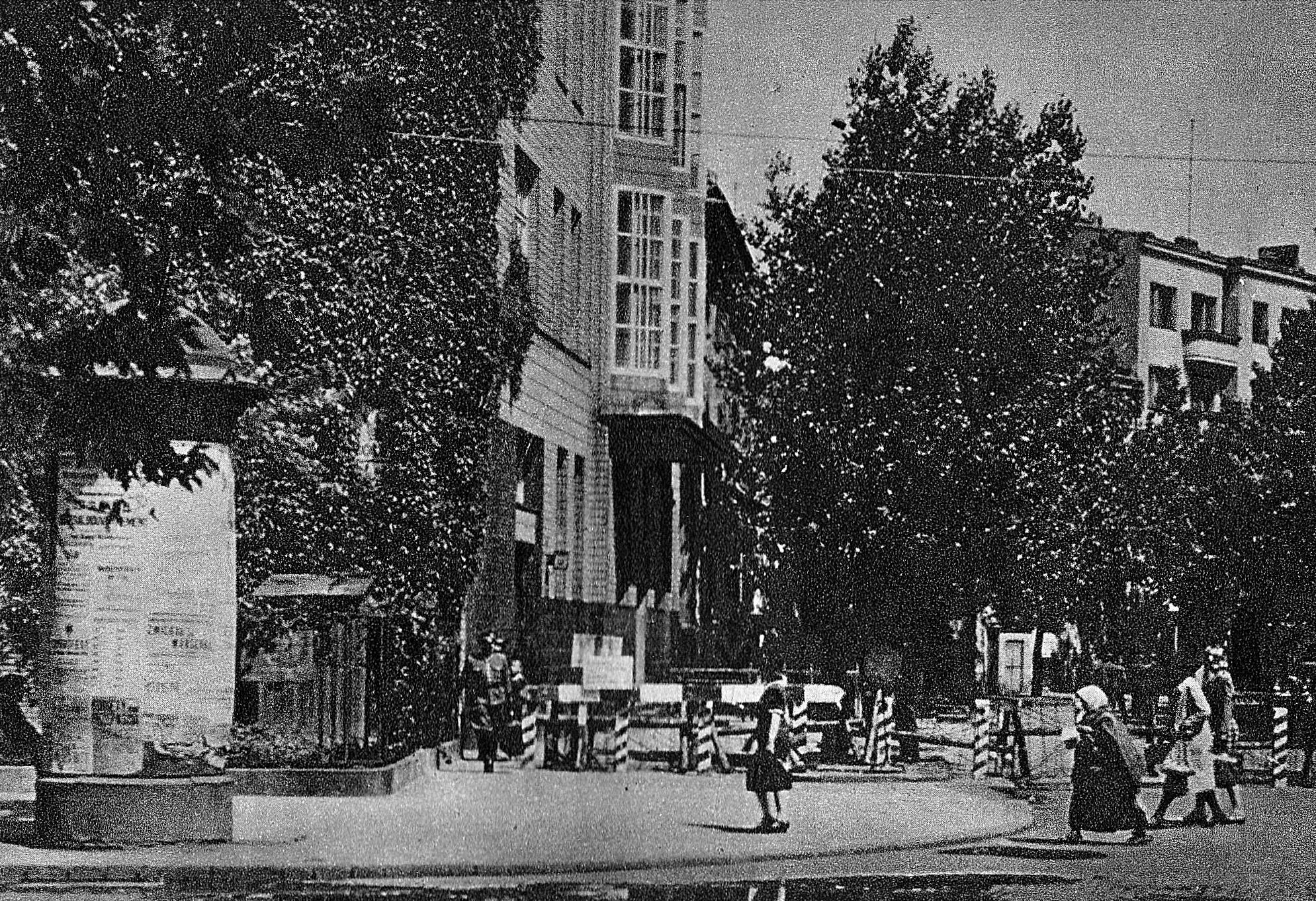
Jeden z wjazdów na teren dzielnicy policyjnej. Ulica Litewska przy Marszałkowskiej

Dzielnica policyjna w Warszawie (1939–1945) – nazwa nadana w czasach okupacji niemieckiej fragmentowi warszawskiej dzielnicy Śródmieście Południowe (rejon al. J. Ch. Szucha), gdzie ulokowane były najważniejsze placówki niemieckiej policji i służb bezpieczeństwa na terenie miasta. Był to jeden z dwóch rejonów Warszawy (drugim była „dzielnica rządowa”) posiadających status Nur für Deutsche.

## Topografia
„Dzielnica policyjna” obejmowała kilka kwartałów Śródmieścia Południowego, zamkniętych ulicami: Al. Ujazdowskie–6 Sierpnia–Klonowa–Flory. Centrum „dzielnicy policyjnej” stanowiła al. Szucha, której nazwę Niemcy zmienili na Strasse der Polizei (ul. Policyjna). Większość znajdujących się w tym rejonie budynków została zajęta przez Niemców z przeznaczeniem na biura i mieszkania dla funkcjonariuszy aparatu okupacyjnego.
Najważniejszym obiektem wewnątrz „dzielnicy policyjnej” był gmach przedwojennego Ministerstwa Wyznań Religijnych i Oświecenia Publicznego przy al. Szucha 25, gdzie ulokowana została siedziba niemieckiej policji bezpieczeństwa (Sicherheitspolizei). Miejsce to cieszyło się ponurą sławą w okupowanej Warszawie, gdyż niemal każdego dnia byli tam przesłuchiwani, torturowani i mordowani ludzie podejrzewani przez Niemców o współpracę z ruchem oporu.
Do ważnych obiektów znajdujących się w obrębie „dzielnicy policyjnej” można zaliczyć także:
- siedzibę komendanta niemieckiej policji porządkowej (Ordnungspolizei) na dystrykt warszawski, ulokowaną w dawnym gmachu NIK przy al. Szucha 23;
- siedzibę Dowódcy SS i Policji na dystrykt warszawski, znajdującą się w pałacyku Leszczyńskich przy Al. Ujazdowskich 23;
- siedzibę niemieckiej policji kryminalnej (Kriminalpolizei) przy Al. Ujazdowskich 7/9 (obecnie nr 11)[3][4];
- oficerskie kasyno garnizonowe przy al. Szucha 29 (od 1940 mieściło się tam kasyno gry dla Polaków)[5];
- wychowawczy obóz pracy policji bezpieczeństwa przy ul. Litewskiej 14 (od jesieni 1943).

Siły niemieckie były rozmieszczone w bezpośrednim otoczeniu dzielnicy, m.in. dwa bataliony Schutzpolizei stacjonowały w kompleksie sejmowym przy Wiejskiej.

## Historia
„Dzielnica policyjna” była jednym z dwóch rejonów Warszawy wydzielonych „Tylko dla Niemców”. Podobny charakter miała „dzielnica rządowa” w rejonie placu Piłsudskiego w Śródmieściu Północnym, gdzie ulokowana była m.in. siedziba gubernatora dystryktu warszawskiego oraz kwatera komendanta garnizonu Warszawy. Obie dzielnice łączyła specjalna linia tramwajowa 0, zarezerwowana tylko dla Niemców.
Jesienią 1943, w związku z rosnącą liczbą zamachów na Niemców, zagrodzono szlabanami wszystkie wyloty al. Szucha oraz praktycznie uniemożliwiono osobom postronnym wstęp na teren „dzielnicy policyjnej”.
W zamierzeniach okupanta „dzielnica policyjna” miała stanowić jedynie element wyodrębnionej „niemieckiej dzielnicy mieszkaniowej”, która obejmować miała niemal całe Śródmieście Południowe oraz dużą część Mokotowa. Ostatecznie stworzenie odrębnej dzielnicy mieszkaniowej „tylko dla Niemców” nie doszło do skutku ze względu na niechęć ludności niemieckiej do osiedlania się w jej obrębie.
Ze względu na mnogość zlokalizowanych w tym rejonie placówek niemieckiej policji i służb bezpieczeństwa, „dzielnica policyjna” była penetrowana przez polskie podziemie. Armia Krajowa przeprowadziła tam kilka akcji bojowych, z których jako najważniejsze można wskazać (w porządku chronologicznym):
- zamach bombowy na kasyno garnizonowe przy al. Szucha (19 maja 1942);
- akcja „Milke” – nieudany zamach żołnierzy oddziału „Agat” na volksdeutscha Alfreda Milkego, groźnego konfidenta i funkcjonariusza Gestapo. Zamach nie doszedł do skutku, jednak w trakcie przypadkowej strzelaniny w al. Szucha zastrzelono SS-Obersturmführera Josepha Lechnera, szefa referatu w urzędzie Komendanta SD i policji bezpieczeństwa na dystrykt warszawski (5 października 1943);
- akcja „Kutschera” – udany zamach żołnierzy harcerskiego oddziału „Pegaz” (dawniej „Agat”) na Franza Kutscherę, Dowódcę SS i Policji na dystrykt warszawski, odpowiedzialnego za masowe egzekucje polskich zakładników (1 lutego 1944);
- akcja „Stamm” – nieudany zamach żołnierzy oddziału „Pegaz” na SS-Sturmbannführera Waltera Stamma, szefa Wydziału IV (Gestapo) w urzędzie Komendanta SD i policji bezpieczeństwa na dystrykt warszawski (6 maja 1944).

W pierwszym dniu powstania warszawskiego (1 sierpnia 1944) żołnierze AK z kilku stron uderzyli na niemieckie obiekty w „dzielnicy policyjnej”. Słabo uzbrojeni powstańcy nie byli w stanie zdobyć siedziby Sipo w al. Szucha, której broniło blisko 800 dobrze uzbrojonych policjantów i gestapowców. Za cenę ogromnych strat udało się jedynie przejściowo opanować Kasyno Garnizonowe, część ruin Generalnego Inspektoratu Sił Zbrojnych (GISZ) przy Al. Ujazdowskich 1/3 oraz warsztaty samochodowe przy ul. Bagatela. Po odparciu polskiego ataku Niemcy przystąpili do eksterminacji mieszkańców pobliskich kwartałów. Do końca września 1944 na terenie Ogródka Jordanowskiego przy ul. Bagatela oraz w ruinach gmachu GISZ zostało zamordowanych od 5000 do 10 000 Polaków.